# Dosis letal
La dosis letal (también por sus siglas DL) es la cantidad de una sustancia que se administra a un organismo en la que tiene capacidad de causar la muerte de la población expuesta. Debido a la respuesta variable de los efectos de una sustancia de un organismo a otro, la DL se expresa como la dosis (unidades de peso del agente por kilogramos de peso al organismo expuesto) tal a la que un porcentaje de la población estudiada muere.
En la determinación de la DL como una unidad no se toma importancia el tiempo de exposición a la sustancia (considerado factor fijo) para alcanzar el efecto tóxico o la muerte del organismo por lo que se estima como tiempos relativamente cortos para indicar una toxicidad agua (horas, dias) o cronica (meses, años). 
El objetivo de determinar las DL de los compuestos es clasificarlos acorde a su efecto mortal si este es especialmente peligroso para el organismo vivo, cuando una ciencia busca la clasificación de estos compuestos con fines toxicológicos o terapéuticos indicará una categoría que ayude a establecer las medidas rnecesarias para indicar la seguridad y  peligro al manejar y utilizar estos compuestos con base en las normas específicas para cada uno de ellos.
Por la capacidad que tienen las sustancias o compuestos para causar efectos adversos incluyendo la muerte en un ser vivo, comúnmente, se determina la dosis letal media (DL50) de los mismos, esta medida se trata de la estimación estadística de la cantidad de agente que es necesaria para matar al 50% de una población representativa de la especie animal experimental seleccionada.

## Dosis letal media
La dosis letal media (DL50) se puede determinar según el agente y via de exposición que es evaluado. Para el caso de la toxicidad aguda por ingestión es la dosis única obtenida estadísticamente de una sustancia de la que cabe esperar que, administrada por vía oral, cause la muerte de la mitad de un grupo de ratas albinas adultas jóvenes en el plazo de 14 días. El valor de la DL50 se expresa en términos de masa de la sustancia suministrada por peso de animal sometido al ensayo (mg/kg).
Los valores de DL50 dependen de varios  factores: el sistema biológico o animal, la raza, sexo, edad, dieta, etc. Así, en el caso del insecticida DDT, la DL50 es de 87 mg/kg de peso corporal cuando se administra por vía oral en ratas, pero alcanza 150 mg/kg de peso corporal en perros.

## Virulencia
En microbiología e infectología, la dosis letal 50 indica la cantidad mínima de microorganismos patógenos que producen muerte al 50 % de la población estudiada.